# Olivétol
L'olivétol aussi connu sous les noms de 5-pentylrésorcinol (5-pentylrésorcine) ou 5-pentylbenzène-1,3-diol est un composé organique de la famille des alkylrésorcines ; c'est plus précisément le dérivé pentylé de la résorcine. On le trouve notamment dans certaines espèces de lichens. C'est un précurseur dans diverses synthèses du tétrahydrocannabinol.

## Occurrence

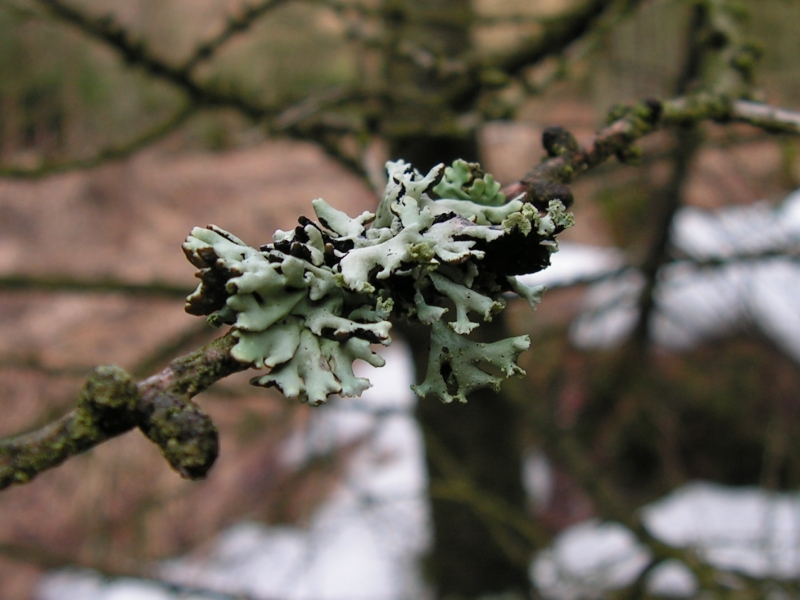
Parmélie grise (Hypogymnia physodes)

L'olivétol est présent dans certaines espèces de lichens et peut en être extrait facilement. On trouve jusqu'à 2,6 % dans la parmélie grise (Hypogymnia physodes) .
L'olivétol est également produit par un certain nombre d'insectes, que ce soit comme phéromone, répulsif ou antiseptique,.
Le plant de cannabis produit une substance apparentée, l'acide olivétolique (OLA) qui pourrait être impliqué dans la biosynthèse du tétrahydrocannabinol (THC),.

## Propriétés
L'olivétol se présente sous la forme d'une poudre blanche à blanc jaunâtre qui fond vers 46 à 48 °C. Il est faiblement acide du fait de ses groupes hydroxyle phénoliques, et peut être dissout dans des solvants basiques.

## Biosynthèse
L'olivétol est biosynthétisé par une réaction de type catalysée par une polycétide synthase à partir de l'hexanoyl-CoA et de trois molécules de malonyl-CoA, une aldolisation avec un intermédiaire tetracétide. En 2009, Taura et al. ont réussi à reproduire une polycétide synthase de type III nommée olivétol synthase (OLS) à partir de Cannabis sativa. Cette enzyme est une protéine homodimérique (en), un polypeptide constitué de 385 acides aminés de masse molaire 42 585 Da  qui présente une grande similitude de séquence (60-70%) avec l'enzyme naturelle de la plante.
Les données de cette étude concernant la cinétique de l'OLS montrent qu'elle catalyse une aldolisation décarboxylative pour produire l'olivétol. C'est un mécanisme similaire à celui de la stilbène synthase (STS) pour convertir la p-coumaroyl-CoA et la malonyl-CoA en resvératrol. Si l'olivétol est la forme décarboxylée de l'acide olivétolique (OLA), il est hautement improbable que l'OLS produise l'olivétol à partir de l'OLA,. Les extraits enzymatiques bruts préparés à partir de fleurs et de feuilles ne synthétisent pas l'acide olivétolique, mais produisent seulement de l'olivétol. Le mécanisme exact est encore incertain, mais il est possible qu'un complexe métabolique formant l'OLA se forme avec l'OLS. De plus, il semble que l'OLS n'accepte comme réactifs que les esters de la CoA avec des chaînes aliphatiques de C4 à C8 tels que l'hexanoyl-CoA,.

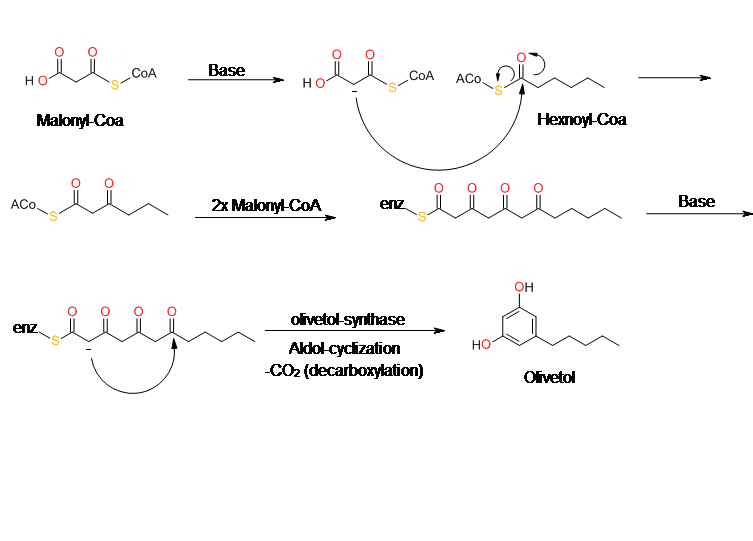
Biosynthèse de l'olivétol

## Utilisations
L'olivétol extrait de la parmélie grise est utilisé dans différents parfums.

### Synthèse du THC
Le tétrahydrocannabinol (THC) peut être synthétisé par condensation de la pulégone et l'olivétol. Une autre méthode est la condensation entre l'olivetol et l'oxyde de Δ2-carène.